# Ingram Hartinger

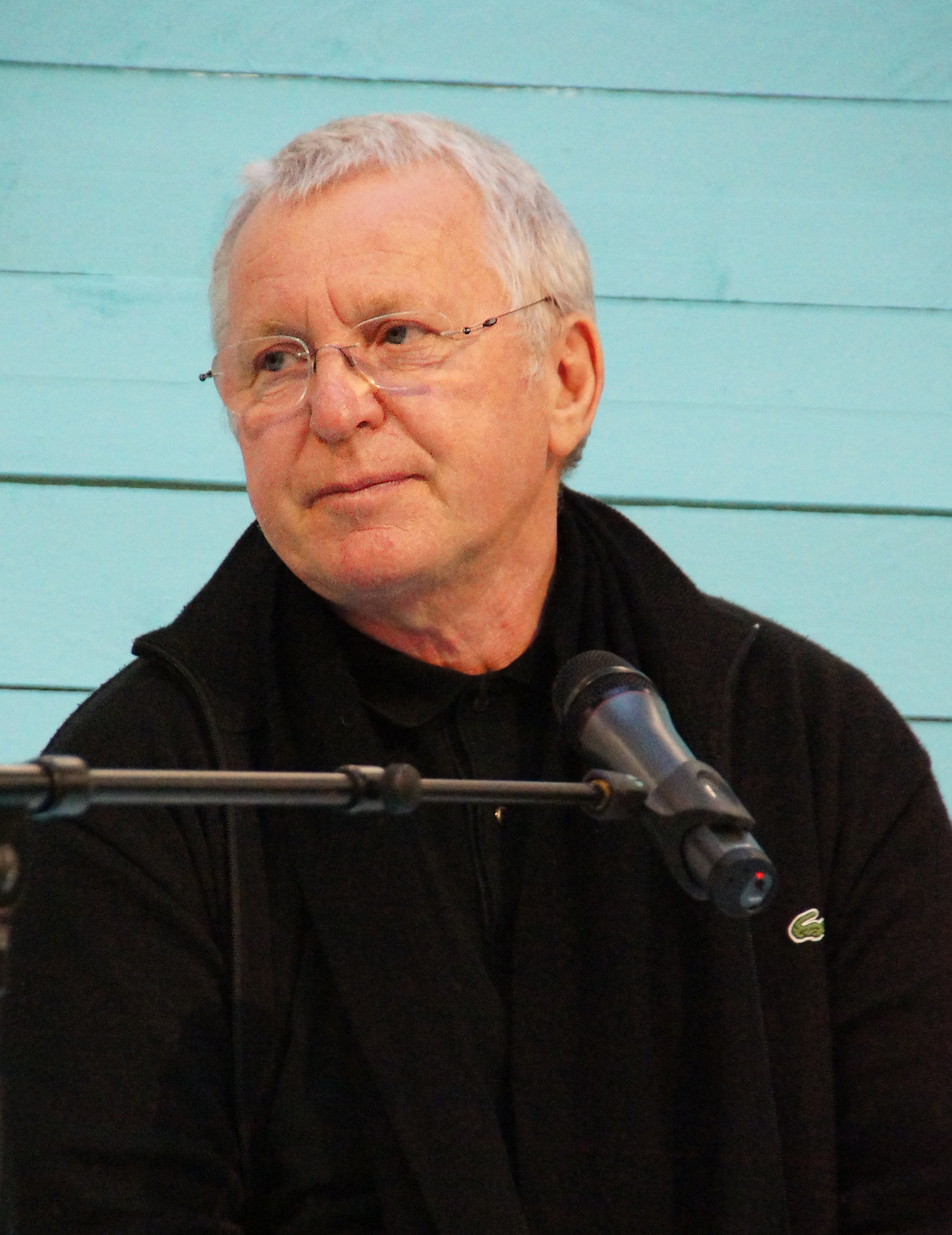
Ingram Hartinger (2013)

Ingram Hartinger (* 28. Dezember 1949 in Saalfelden, Salzburg) ist ein österreichischer Schriftsteller.

## Leben
Der gebürtige Salzburger studierte Psychologie, Romanistik und Medizin. Hartinger arbeitete mit dem italienischen Psychiater Franco Basaglia zusammen. Nach längeren Aufenthalten in Italien, Frankreich und Südamerika lebt der Schriftsteller seit 1979 in Klagenfurt am Wörthersee, wo er im Krankenhaus als Kinderpsychotherapeut tätig war. Ingram Hartinger veröffentlicht seit 1973 seine Lyrik- und Prosawerke, unter anderem im Literaturverlag Droschl, Wieser Verlag und in der Grazer Literaturzeitschrift manuskripte. Zudem gestaltet er ORF-Radiosendungen.
Der Übersetzer, Lektor und Dichter Ludwig Hartinger ist sein Bruder.

## Werke
- Schöner Schreiben. Erzählungen. Graz, Wien: Droschl, 1986.
- Feige Prosa. Erzählungen. Graz, Wien: Droschl, 1988.
- Roman Albino. Autobiografische Prosa. Graz, Wien: Droschl, 1990.
- Unwirsch das Herz. Gedichte. Salzburg: Müller, 1991.
- Das Auffliegen der Ohreule. Prosa. Graz, Wien: Droschl, 1993.
- Amagansett. Gedichte. Salzburg, Wien: Müller, 1994.
- Feige Vera. Mit Lucas Cejpek. Graz: Edition Gegensätze, 1995.
- Hybris. Prosa. Graz, Wien: Droschl, 1995.
- Dies die Hand. Gedichte. Ottensheim: Edition Thanhäuser, 1997.
- Sagen. Eine Arbeit. Graz, Wien: Droschl, 1997.
- Prosawetter. Entrechtungen. Schriften 72–94. Klagenfurt: Edition Selene, 1997.
- Gelb. Eine Eskapade. Wien, Bozen: Folio, 1998.
- Über den Versuch. Essay. Graz, Wien: Droschl, 1999.
- Hoffnungshund. Illustrationen: Hugo Wulz. Klagenfurt: Hermagoras, 2001.
- Die Idee umkreist mich wie ein wildes Tier. Klagenfurt, Wien Kitab-Verlag 2002
- Tang und Distel. Byzantinisches Album. Graz, Wien: Droschl, 2003.
- Spätes Argument. Gedichte. Klagenfurt, Wien: Kitab, 2005.
- Luftfarbig Jetzt. Gedichte. Klagenfurt, Wien: Kitab, 2008.
- Das letzte Heft. Bagatellen. Klagenfurt, Wien, Ljubljana, Sarajevo: Wieser, 2008.
- Rabe des Nichts. Gedichte. Klagenfurt: Wieser, 2010. ISBN 978-3-85129-871-0
- Kigo. Prosa. Klagenfurt: Wieser, 2012. ISBN 978-399029-026-2.
- Das verschmutzte Denken. Eine Saxophonie. Klagenfurt: Wieser 2014. ISBN 978-3-99029-090-3.
- Dinge aus Angst. Gedichte. Klagenfurt: Wieser 2015. ISBN 978-3-99029-163-4.
- Mangoldgerippe. Verstreute Arbeiten. Klagenfurt: Wieser 2018. ISBN 978-3-99029-246-4.
- Storch und Amsel. Wieser Verlag 2019, ISBN 978-3-99029-361-4.
- Oikos. Gedichte und Aufzeichnungen. Wieser Verlag 2020, ISBN 978-3-99029-429-1.
- Fußspuren nirgendwo. Bruchstücke. Graz: edition keiper 2021, ISBN 978-3-903322-31-8
- Ein gewisser Morgen. Fragmente aus dem Reduit. Klagenfurt: Wieser 2023. ISBN 978-3990295946